# Taos (Új-Mexikó)
Taos település az Amerikai Egyesült Államok Új-Mexikó államában, Taos megyében, melynek megyeszékhelye is. Lakosainak száma 6474 fő (2020. április 1.).

## Népesség
A település népességének változása:

| 2010 | 5 716 |
| 2020 | 6 474 |